# 筱园
筱园是清代扬州的一座著名园林，位于保障河转折处，廿四桥旁。
筱园本名小园，自宋代以来即以种植芍药闻名。康熙五十五年丙申（1716年），翰林、诗人程梦星（1679-1755年）因母丧返回扬州归隐，收购为家园，尽植荷花，“擅长水竹之胜，日与宾客吟咏其间。” ，与文人名士文酒聚会，宾朋酬唱是文人雅集的著名场所，成为扬州以"文会"著称的三大园林之一。在18世纪，筱园还开启了扬州北郊从虹桥到平山堂一路为数众多的私家园林群落,转型成为面向城市大众的公共名胜的转型风潮。又构玉山心室，延聘探花韦谦恒在家中校书。陈撰亦館於筱园十年之久。乾隆二十年（1755年）程梦星在此去世，享年七十七歲。